# XMetaL
XMetaLおよびXMetaL Authorは、XML文書およびSGML文書の作成、編集を行うためのアプリケーションソフトウェアである。ワードプロセッサと共通の機能を備えてはいるが、本来はXMLエディタであり、標準的な、およびカスタマイズされた多種のDTDやXMLスキーマで動作するよう設定可能である。最初にSoftQuad Software社から1999年に発売されたが、現在は株式会社ジャストシステムが開発している。

## 用途
XMetaLは、Oxygen XML EditorやXMLSpyなど、XMLプログラマ用に作成された他のXMLエディタとは対照的に、ワードプロセッサに似たユーザインタフェースを備えている。テクニカルライター、非テクニカルライターのどちらにも使用され、技術文書、ウェブサイトのコンテンツ、新聞や雑誌の記事、組織の規約文書の作成に最もよく使用される。政府機関でも立法行為の追跡に使用されている。

## 特徴
スペルチェッカー、類語辞典、文書の変更履歴を残す機能など、ワードプロセッサと同じ機能を備えている。他にも、 「Normal」、「Tags On」、または「Plain Text」という異なる文書表示形式により、下層に隠れている要素タグなどのXMLのタグ付けをさまざまな階層の深さで表示できる。また、標準的なCSSファイルを使用してスタイルを適用した状態の文書をエディタに表示できたり、「Resource Manager」ペインを使用して、画像ファイルや何度も使用する語句などを検索したり挿入したりできる。
XMetaLは、標準的な、およびカスタマイズしたDTDやXMLスキーマで動作するよう設定できる。一度設定すれば、DTDやXSDで宣言されている要素や属性を挿入するオプションがユーザインタフェース内に表示され、文書の変更箇所がDTDやXSDの定義に沿っていることを保証してくれる。また、画像、表、箇条書きの編集に使用するメニューの項目やツールバーのボタンを、特定のDTDやXSDの要素、属性に関連付けられる。
マクロ機能により、JScriptやVBScriptなどマイクロソフトのスクリプト環境がサポートする言語を使用してダイアログボックス、メニューコマンド、ツールバーのボタン、フォーム、動作を追加できる。マクロ機能にはCOM用とJava用のインタフェースも含まれている。XMetaLにはデータベースの内容をXML文書にインポートする機能があったり、XMetaLをAPI経由で他のシステムに組み込めたりする。XMetaLは、さまざまなコンテンツ管理システム (CMS) で動作する。
XMetaLの「Enterprise」版にはDarwin Information Typing Architecture (DITA) のDTDが同梱されており、DITAのトピックやマップの編集機能や、DITAのトピックやマップから文書を出力する機能がある。

## シンクライアント版
シンクライアント向け独自XMLエディタ作成のためのプラットフォームとして、XMAXというものが存在する。XMAXは、2003年の発売当初は「XMetaL for ActiveX」という名称だった。XMAXで作成されたアプリケーションはWindows用Internet Explorerで動作可能であり、ActiveXをサポートする他のアプリケーションに組み込める。

## 歴史
XMetaLは当初、HoTMetaLというHTMLエディタをこれまで開発していたSoftQuad Software社で開発されていた。1999年に発売されたXMetaL 1.0は、ワードプロセッサのようなユーザインタフェースをはじめて用意したスタンドアロン型XMLエディタであった。2002年、オタワに本社を置く コーレル・コーポレーションがSoftQuad社を買収したものの、事業をうまく進展させられなかった。2003年、XMetaLは、製品の拡張機能とカスタマイズ機能が「XMetaL Developer」に分離されたため、「XMetaL Author」に名称を変更した。
2004年、コーレル・コーポレーションは、バンクーバーに本社を置くBlast Radius社にXMetaL事業を売却した。このとき、最初のXMetaL開発チームメンバーのほとんどがバンクーバーに所在していた。Blast Radius社が開発していた、XML文書の共同レビューのための製品であるCritiqueは、後に「XMetaL Reviewer」という名称に変更された。XMetaLは、主要なXMLエディタの中で初めてDITA専用の機能を提供したXMLエディタであった。2006年、株式会社ジャストシステムがBlast Radius社からXMetaL事業を獲得したが、XMetaLの開発チームは今でもバンクーバーに拠点を置いている。

## 受賞歴
- 2008 KMWorld（英語版） Trend-Setting Product[12]
- 2002 Seybold Publications Editors' Hot Picks[13]